# متلازمة سنية سمعية
المتلازمة السنية السمعية، تُعرف أيضًا باسم خلل التنسج السني السمعي، هي مرض نادر استثنائي يتميز بنمط ظاهري محدد يُعرف باسم غلوبودونتيا (يشير إلى ضخامة ببعض الأسنان مع وجود ميازيب عميقة فيها وغياب شكل الحدبات)، قد يترافق في حالات نادرة مع ثلامة في العين وفقدان سمع التردد العالي. يحدث في الغلوبودونتيا تكون غير طبيعي للأسنان الأولية والثانوية، باستثناء القواطع التي تكون طبيعية في الشكل والحجم. يتضح ذلك من خلال تضخم كبير في الأنياب والأضراس. تكون الضواحك صغيرة الحجم أو غير موجودة. قد تكون العيوب التي تصيب الأسنان والعين والأذن إما فردية أو مجتمعة. عندما تترافق هذه الحالات مع الثلامة العينية، تُعرف الحالة باسم المتلازمة السنية السمعية العينية. شُخصت أول حالة للمتلازمة السنية السمعية في المجر (هنغاريا) لدى أم وابنها من قبل دينيس وشيبا في عام 1969. يبلغ معدل الانتشار أقل من 1 لكل مليون فرد. تعد المتلازمة السنية السمعية ذات منشأ وراثي. تنتقل عبر خلة جسمية سائدة ومتغيرة في التعبير. أُبلغ عن حالة قصور فرداني (Haploinsufficiency) في جين عامل نمو الخلايا الليفية 3 (11q13) لدى مرضى المتلازمة السنية السمعية ويعتقد أنها أساس النمط الظاهري. تصيب هذه المتلازمة كل من الذكور والإناث بنفس النسبة. يمكن للمصابين بالمتلازمة السنية السمعية أن يكونوا من أي عمر؛ لا يعد العمر عاملًا ذا صلة. لا توجد حاليًا علاجات وراثية محددة للمتلازمة السنية السمعية. تعد المعالجة السنية والتقويمية النهج الموصى به.

## الأعراض
تظهر أعراض المتلازمة السنية السمعية عادةً أثناء النمو المبكر وتتطور مع التقدم في العمر. رغم أن التكرار المحدد للأعراض غير معروف، تستمر هذه الحالة مدى الحياة؛ على افتراض عدم الخضوع لأي علاج. تتباين الأعراض من فرد لآخر، وقد تتراوح بشكل كبير في حدتها وتعتمد على التعبير الجيني.
تشمل الأعراض الأكثر حدة ما يلي:
- الغلوبودونتيا - حالة غير طبيعية قد تحدث أثناء تكون الأسنان الأولية والثانوية، إذ تتضخم الأضراس والأنياب بشكل كبير. تشير هذه الحالة إلى أسنان خلفية بصلية الشكل ملتحمة ومشوهة مع عدم وجود أي شرفات أو ميازيب مميزة تقريبًا. تظهر الأضراس بشكل كروي. يمكن أن يُنسب الألم لهذه الحالة.
- صمم حسي عصبي - يُعرف أيضًا بفقدان السمع المرتبط بالأعصاب، هو شكل من أشكال فقدان السمع المرتبط بمضاعفات في الأذن الداخلية.
- أسنان الثور - هي الحالة التي يتضخم فيها تاج السن على حساب الجذر. ينتج عن ذلك تضخم في حجرة اللب، وعدم وجود الترابط المناسب عند الموصل الملاطي المينائي، وقد يسبب ذلك إزاحة أرضية اللب باتجاه الجذر. عادةً ما ترتبط حالة عدم الراحة والألم بهذه المظاهر.

- آفات في اللب والدواعم - آفات الفم التي يمكن أن تتطور إلى خراجات. قد تسبب مزيدًا من التقرحات والألم.[5]

تشمل الأعراض الأخرى المحتملة والأقل حدة ما يلي:
- غياب الضواحك - عادةً ما يفتقر الأفراد الذين يعانون من المتلازمة السنية السمعية إلى القدرة على تطوير الضواحك بسبب التأثيرات الجينية المرتبطة بها.
- ثلامة العين - ثقب موجود ضمن عين المريض. قد يظهر الثقب في القزحية أو المشيمية أو القرص البصري أو الشبكية ويتشكل أثناء النمو المبكر/قبل الولادة. قد يُظهر الأفراد الذين يعانون من هذه الأعراض حساسية تجاه الضوء و/أو عدم وضوح الرؤية و/أو ظهور نقط عمياء؛ حسب حجم النسيج المفقود وموقعه في العين.